# Tlingit

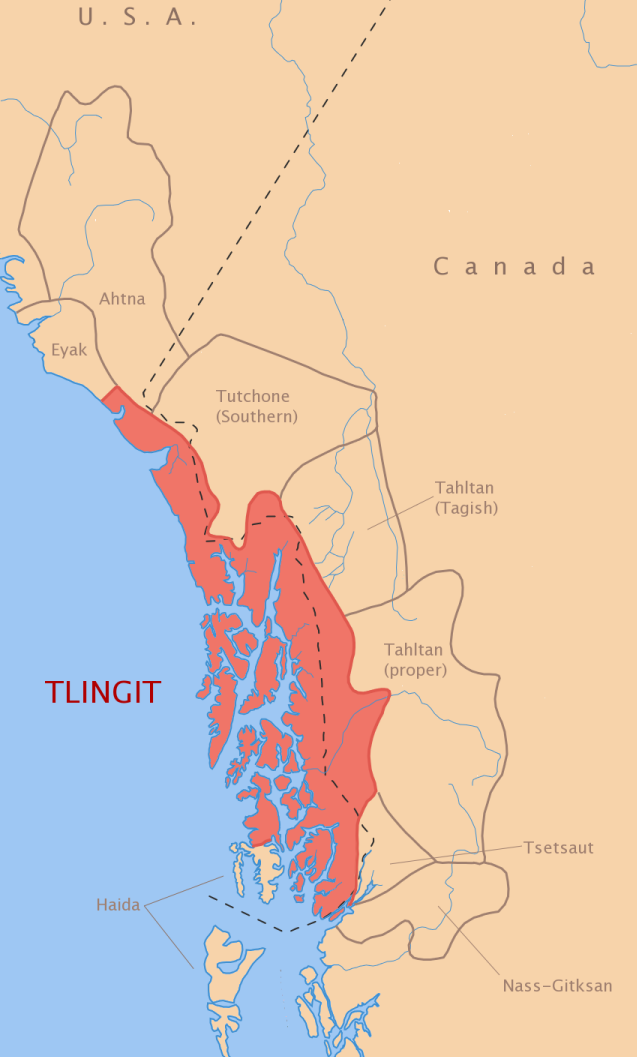
Territori Tlingit

Els tlingit són una tribu índia del grup kolosh del tronc na-dené que parlen la llengua tlingit. El seu nom prové de lingit "poble". També els deien kolosh, paraula que prové de l'aleut kalohs o kaluga "artesa petita", perquè tenien el costum de guarnir-se els llavis amb peces de fusta. Es divideixen en el grups Auk, Chilkat, Gonaho, Hehl, Henya, Huna, Hutsnuwu, Kake, Kuiu, Sanya, Sitka, Stikine, Sumdum, Taku, Tongass, Tahltan i Yakutat. Ocupen el territori entre la badia de Yakutat i el cap Fox, i són veïns i amics dels haida i tsimshian.

## Demografia
Quan arribaren els russos el 1740 hi havia 50 llogarrets, es parlaven 14 dialectes i eren uns 10.000 individus. El 1900 eren uns 5.000 individus. Cap al 1985 eren vora 8.700 i el 1985 hi havia uns 10.000 a Alaska (950 dels quals a la Reserva Hoonah), i 500 al Canadà, dels quals només uns 2.000 parlaven la llengua nadiua. En el cens dels EUA del 2000 el nombre de tlingit i haida van junts, separats en algunes divisions:
| Fracció                         | D'una tribu | Dues tribus | Una tribu més altres races | Dues tribus més altres races | Total  |  |
| Comunitat Angoon                | 85          | 7           | 1                          | -                            | 93     |  |
| Central Council Tlingit & Haida | 65          | 5           | 10                         | -                            | 80     |  |
| Chilkat village/Kluckwan        | 142         | -           | 4                          | -                            | 146    |  |
| Chilkoot Association            | 19          | -           | 7                          | 1                            | 27     |  |
| Douglas Association             | 4           | 1           | 9                          | -                            | 14     |  |
| Hoonah                          | 250         | 12          | 40                         | 1                            | 303    |  |
| Vila de Kake                    | 214         | 8           | 43                         | -                            | 265    |  |
| Vila de Kaasan                  | 8           | 2           | 6                          | -                            | 16     |  |
| Ketchikan Corp                  | 555         | 10          | 101                        | 4                            | 670    |  |
| Klawock                         | 205         | 3           | 23                         | -                            | 231    |  |
| Pelican                         | 1           | 2           | 6                          | -                            | 9      |  |
| Petersburg                      | 1           | 1           | -                          | -                            | 2      |  |
| Vila de Saxman                  | 284         | 1           | 17                         | 1                            | 303    |  |
| Sitka                           | 331         | 14          | 69                         | 5                            | 419    |  |
| Tenakee Springs                 | 10          | -           | 8                          | -                            | 18     |  |
| Prairie Island                  | 219         | 6           | 25                         | 1                            | 251    |  |
| Tlingit                         | 9.413       | 2.494       | 4.450                      | 837                          | 17.194 |  |
| Wrangell Assoc.                 | 1           | -           | 1                          | -                            | 2      |  |
| Yakutat                         | 89          | 1           | 10                         | 2                            | 102    |  |
| Juneau                          | 5           | 12          | 3                          | 3                            | 23     |  |
| Total Tlingit                   | 13.415      | 2.577       | 5.309                      | 9                            | 22.155 |  |
| Haida                           | 1.239       | 1.766       | 727                        | 532                          | 4.264  |  |
| Hydaburg                        | 171         | -           | 11                         | -                            | 182    |  |
| Total Tlingit & Haida           | 14.285      | 4.343       | 6.043                      | 1.387                        | 26.602 |  |

D'altra banda, els tlingit i haida apuntats al rol de la BIA el 1995 eren 11.757 repartits en les següents reserves:
| Comunitat       | Població | Apuntats al rol tribal |  |
| Angoon          | 525      | 551                    |  |
| Chilkat         | 128      | 134                    |  |
| Chilkoot        | 224      | 235                    |  |
| Craig           | 315      | 331                    |  |
| Douglas         | 261      | 274                    |  |
| Hoonah          | 573      | 602                    |  |
| Kake            | 519      | 545                    |  |
| Ketchikan       | 1.558    | 1.636                  |  |
| Klawock         | 428      | 449                    |  |
| Petersburg      | 338      | 355                    |  |
| Saxman          | 341      | 358                    |  |
| Sitka           | 1.800    | 1.890                  |  |
| Skagway         | 38       | 40                     |  |
| Tlingit i Haida | 3.488    | 3.490                  |  |
| Wrangell.       | 507      | 532                    |  |
| Yakutat         | 315      | 331                    |  |
| Total           | 11.358   | 11.753                 |  |

A Yukon hi ha tlingits tagish a Atlin (156 h), Taku River (364 h) i Teslin (537 h). A la Colúmbia Britànica, hi ha 1.557 tahltan a Telegraph Creek.

## Costums
Són considerats com els màxims representants de la Cultura índia del Nord-oest. Vivien en llargues viles envoltades de posts de fusta amb crestes ornamentals i pals totèmics, que sembla que representaven els avantpassats i els distintius socials de llurs habitants. Feien cases de taules de cedre de 3,6 metres d'alt, amb bigues de fusta, on hi vivia molta gent emparentada. Feien els pals totèmics davant de la casa; les habitacions eren instal·lades sobre plataformes, quatre pals angulars esculpits. També feien piragües de fusta de 20 metres de llarg, usades tant en la guerra com a la pesca. Les dones feien llençols amb guarnicions d'ones i mantes chilkat amb botons de nacre i dissenys en relleu amb les imatges de les cimeres del clan, fetes de llana, i els homes feien pals totèmics i canoes bellament decorades. També elaboraven cistelles d'arrels d'avet decorades en color. Cuinaven amb pedres calentes.
Pal totem Tlingit
Es dividien en 14 grups tribals dividits en dues meitats o fratries (yeíl o corb i àliga-llop), i aquestes es dividien en clans endogàmics (el corb en tenia 27) i regits per filiació materna. A cada vilatge, cada clan tenia un cap, el yitsati o pare de família, i cadascun posseïa cimeres representades en forma de totems, heretats per les famílies. Tots llurs membres descendien d'un avantpassat comú, sempre per línia materna, i amb una organització i paper molt complexos. Els llinatges o nissagues, també basades en clans, eren políticament independents i tenien un capitost, però, que no tenia cap autoritat tribal. Alguns llinatges unificaven les diferents tribus i feien viles amb intencions d'explotar els recursos econòmics d'un territori, i per a celebrar-hi els cerimonials.`

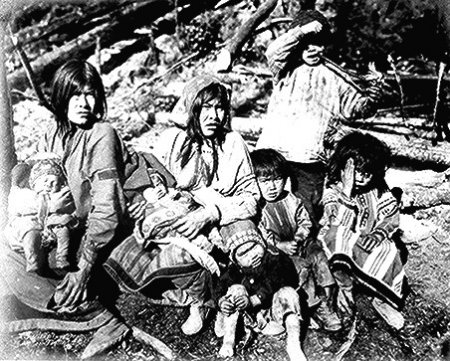
Dones i nens Tlingit

Pescaven cinc menes diferents de salmons amb arpons, xarxes i trampes, i també caçaven ànecs, mamífers terrestres (cervos i ossos) i marítims (foques i llúdries de mar), i collien baies i arrels. Les cases les habitaven a l'hivern, i durant l'estiu es movien per l'interior del país per a caçar o per a pescar. Com també ho feien els nootka i els kwakiutl, practicaven l'esclavatge dels presoners i el potlacht, cerimònia comuna a totes les tribus de la costa Nord-oest i que consistia en la repartició, amb fins diversos, quan es moria algú, i principalment als mesos d'hivern, de presents després d'una ostentosa cerimònia on els qui la convocaven rivalitzaven en generositat, ja que aquest detall els donava prestigi i s'exigia reciprocitat, ja que en depenia la posició social.
Pel que fa a la religió, creien que el Corb havia donat el foc al seu poble i posat en curs el sol i la lluna. També creien en un heroi mitològic, Kaax’achgóok, similar a Ulisses. Les cerimònies rituals eren complexes. Usaven grans màscares de fusta que representaven els avantpassats o herois sobrenaturals. També duien carraques de fusta tallades en forma d'ocell. Quan un xaman moria, se’l decapitava i el cap era guardat en una capsa de fusta amb els seus instruments màgics, i amagat en una cova fosca i seca.

## Història

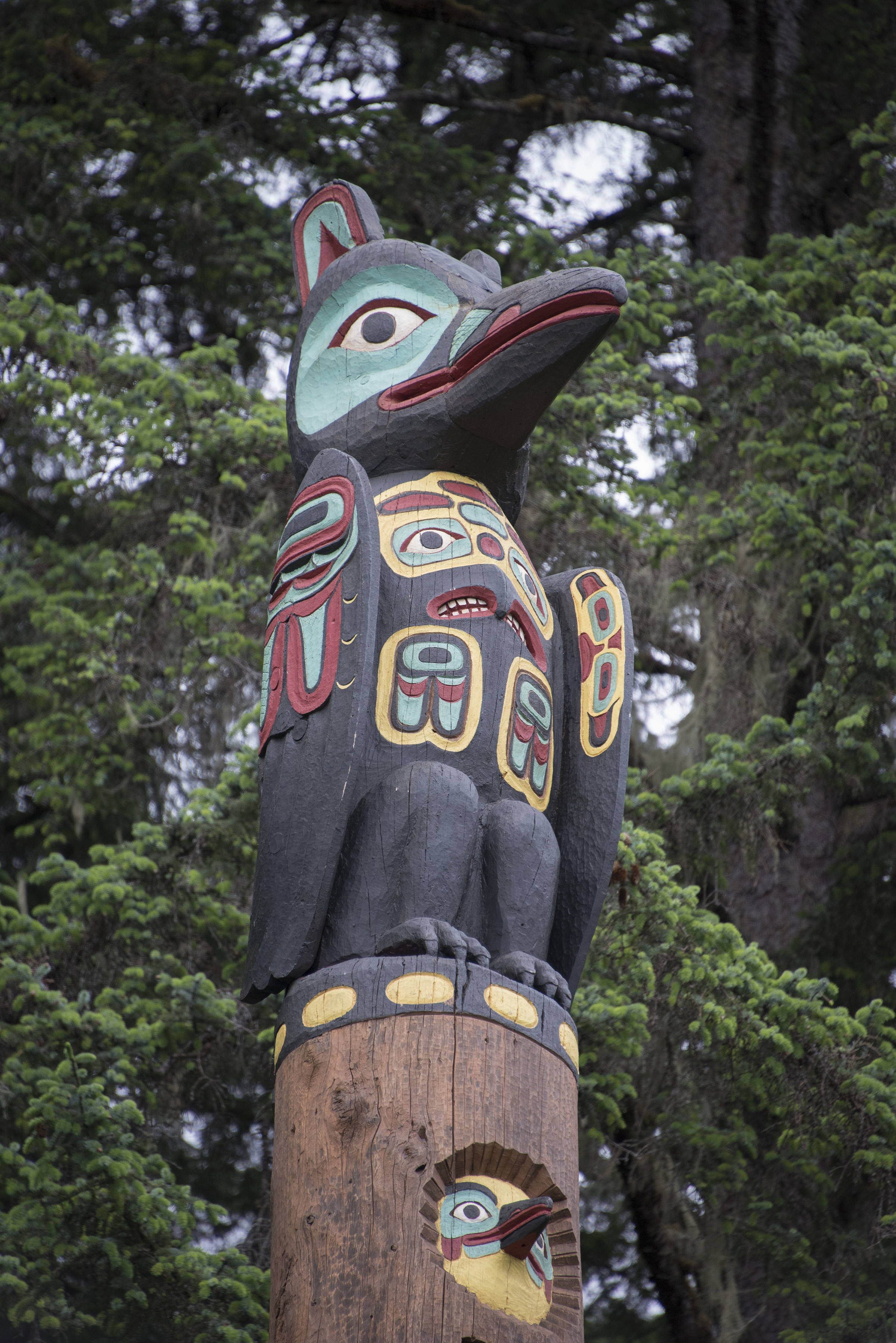
Tòtem Tlingit en Juneau, Alaska.

Se sap que cap al 1720 eren aplegats en 13 kwans o àrees locals, cadascuna amb sis viles, i sovint s'enfrontaven als aleuts, enemics seus. El 1741 foren visitats pel rus Čirikov, i afrontaren Vitus Bering i els russos, cosa que els impediria l'ocupació formal del seu territori. Es mantingué un estat latent de guerra que provocà incidents com el de badia d’Yschugat del 1790, en què moriren 12 tlingit, 2 russos i 9 aleuts. Tot i així, el 1799 els russos aconseguiren de fundar Fort Sitka, important centre del comerç de pells.
El 1802 Fort Sitka fou atacat pels tlingit, que mataren 20 russos i 130 aleuts i robaren 4.000 pells. Com a represàlia, el 1804 Baranov atacà els Sitka a canonades, defensats pel cap Ktalean. I el 1805 el cap dels yakutat, Theodore, atacà els russos. Tanmateix, els russos construïren el fort de Novo Arkhangelsk del 1804 al 1818.
Del 1834 al 1854 el p. Veniaminov temptà de convertir-los al cristianisme ortodox, en va aprendre la llengua i en salvà molts de la verola. Així, el 1835 els koloshi demanaren medicines a Sitka, de manera que començà una època de tranquil·litat i de comerç. Endemés, quan el 1849 es trobà or a Califòrnia augmentà la demanda de gel i ajudaren els comerciants russos. Però en pzrtir Vemianinov el 1854 esclataren noves tensions, i destruïren una fortificació de la Hudson Bay Co, raó per la qual l'any següent els russos enviaren 100 soldats a Sitka per a prevenir els atacs.
El 1862 patiren una forta epidèmia de verola que els delmà. I el 1867 tot el territori d'Alaska, incloent-hi el seu, fou venut pels russos als EUA. El 1877 acceptaren la introducció dels EUA al seu territori, s'hi creen escoles presbiterianes i es guanyen la vida llogant canoes als minaires que cercaven or a la zona.
Però el 1896 es troba or al Klondyke i uns 40.000 minaires invadeixen el seu territori, cosa que comporta la introducció de l'alcohol, prostitució, malalties venèries, proletarització i aculturació. El 1900 s'hi introdueixen escoles baptistes i catòliques. El 1904 acceptaren l'ordre del govern de no celebrar el potlacht i el 1912 els tlingit Susie James (1890-1980) i Frank Johnson (1894-1982), mestre i pescador, participen en la creació del primer grup indi, Alaska Native Brotherhood, per tal de protegir llurs interessos. Així, el 1924 obtindrien el dret al vot, i fins i tot el 1926 el tlingit William Paull esdevindria diputat al parlament territorial d'Alaska. El 1931 obtindran el dret de poder reclamar pels jaciments minaires, però el 1942 es construeix l'autopista d'Alaska pel seu territori, la qual cosa els empeny a fer mobilitzacions.
Així el 1953 es constitueix la Haida-Tlingit Lands Claims Council per a reclamar llurs terres. Cap al 1960 també s'hi obren les primeres escoles de la BIA. Finalment, el 1971 l’Alaska Native Claims Settlement Act establirà 13 corporacions regionals per a administrar les terres nadiues. Una d'elles, Sealaska Corp. ho serà per a tlingit, haida i tsimshian, i serà privatitzada el 1991. Cap al 1980 obtindrien 500 milions $ de treballs en canonades i conserveres. El seu òrgan de govern és el Tlingit & Haida Central Council, però amb seu a Juneau.

## Llista de Tlingits
- Shakes
- Nora Marks Dauenhauer
- Diane Benson
- Edward Thomas